# 新添堡回族乡
新添堡回族乡是中华人民共和国甘肃省白银市会宁县下辖的一个民族乡。

## 行政区划
新添堡回族乡下辖以下村级行政区划单位：
新添堡村、道口村、彭家湾村、涝池沟村、炭山沟村、河洼村、回河村、芦岔村、沙家湾村、大寺村、三合村、三岔村和苦水岔村。